# Pholcomma hickmani
Pholcomma hickmani är en spindelart som beskrevs av Forster 1964. Pholcomma hickmani ingår i släktet Pholcomma och familjen klotspindlar. Inga underarter finns listade i Catalogue of Life.